# Операција Магистрал
Операција Магистрал је била војна операција Совјетског Савеза током Совјетско-авганистанског рата, која је почела крајем новембра 1987. и трајала до почетка јануара 1988. године.

## Почетак операције
Муџахедини су затворили пут из Гардеза за Кост 1981. године, који је представљао један од најважнијих комуникационих линија за Кост. Постојао је још један дуг, кривудав пут, али је био такође блокиран. Гарнизон у Косту је подсећао на Авганистанску верзију Диен Биен Фуа. Због тога је гарнизон у Косту био снабдеван ваздушним путем.
У фебруару 1986. Михаил Горбачов је најавио Совјетско повлачење из Авганистана и постало је јасно да Совјети морају на силу да ослобађају путеве, или да се предају муџахединским снагама. Ако би им препустили област Коста, тиме би муџахедини остварили велику победу, и у поседу би имали град који би могли да назову главним градом слободног Авганистана.
Пут на траси Кардез - Кост је морао бити ослобођен, али прва велика претња за Кост је долазила са југа. Муџахедини су одржавали велики комплекс са оружјем и залихама у пећинама кад Жавара, на путу ка Пакистанским складиштима за снабдевање у Мирам Шаху. У септембру 1985. Авганистанске оружане снаге су покушале да освоје Жавар, и нису успеле. У фебруару 1986. године, Авганистанска војска и Совјетска 40. армија су почеле педесетседмовну офанзиву, током које су освојили Жавар. Контролисали су га само пет сати, уништили су све што су могли и повукли се.

## Совјетско припремање терена
После завршетка кампање за пећине Жавара, Совјетске снаге су се повукле из Коста. До јесени 1987. године, ситуација је постала тешка за 25. авганистанску пешадијску дивизију која се налазила у Косту. Ваздушно снабдевање је могло да се обавља само током ноћи. Муџахедини Хакани Џалалудина су се вратили у Жавар у пуној снази. Локални муџахедини су такође унапредили одбрамбене положаје који блокирају прилаз путу Гардез-Кост. Залихе хране у Косту су биле све мање. Залиха више није било ни за авганистанску војску, као ни за 15.000 грађана града.
Обезбеђивање града Коста је био главни стратешки циљ за Совјетски Савез и Авганистан. Извршавање тог задатка је било одређено команданту 40. армије генерал-пуковник Борису Громову. Његов први задатак је био да заузме кланац Сатакандов, који прави узвишење од скоро 800 метара на равници око Гардеза.
Иако је генерал Громов под командом имао скоро шест дивизија које су биле део 40. армије, већи део тих јединица су учествовале у одбрани градова, аеродрома, гарнизона и главних путева кроз Авганистан. Није могао да извлачи целе јединице за ову операцију. Уместо тога је извукао делове 40. армије и авганистанске војске из северних и источних делова Авганистана. На тај начин је скупио око 24.000 војника и велике количине артиљерије. Те јединице је концентрисао око Кардеза 21. новембра 1987.
Од 21 до 27. новембра су вођени преговори са Хакани Џалалудином и племенским вођама, путем писаних порука. За то време су се артиљеријске и командне јединице укопале, а истовремено су командири батаљона, регименти и дивизија вршили извиђање и припремање акције. Током преговора, совјетске и авганистанске снаге су напредовале и заузеле прилазе Сароти кланцу. Тај пролаз омогућава контролу слабо проходног пута седам километара источно од Сатакандовског кланца. Многи герилци су напустили област да би из сигурносних разлога преселили своје породице у Пакистан. Преговори који су имали за циљ омогућавање превоза мирног конвоја са залихама су пропали.

### Напад на муџахедине у Косту
Генерал Громов је 28. новембра извео лажни падобрански десант на кланац Сатакандов (висина кланца је 2800 метара). Муџахединска против-ваздушна одбрана је отворила ватру на 20 лажних падобранаца. Извиђачки авиони су онда наводили борбене авионе и артиљерију на тада откривене муџахединске положаје. Почетни напад на кланац Сатакандов није успео, али пробијање положаја код Сароти кланца је било успешно. Совјетски падобранци и авганистански специјалци су под личном командом генерал-мајора Сергеја Грачева 1. децембра заузели Сатакандовски кланац.

### Пропаст преговора између две зараћене стране и наставак офанзиве
После заузимања Сатакандовског кланца, напади су обустављени. Ово је била политичка одлука, исто као и сам напад. Авганистанска власт је организовала велико заседање локалних племена да би се постигао договор око пропуштања мирног и ненаоружаног конвоја са залихама. Преговори су трајали две недеље.
За то време, 40. армија је једино могла да ојачава и укопава своје положаје. Довучено је још артиљеријских и ваздужних уређаја који су наводили нападе, и који су постављени на узвишења између два пута који пролазе кроз кланце.
Преговори о пропуштању конвоја су опет пропали. Здружене совјетске и авганистанске снаге су наставиле офанзиву 16. децембра. Дубоко су напредовали кроз оба кланца. Уз помоћ навођене артиљерије и авијације, муџахедински отпор је сламан. Поправљен је пут који је уништен од стране муџахедина.

### Повлачење муџахедина и крај битке
Муџахедини су се повукли у мање пошумљене планине у којима су успели да се сакрију. Авганистанска специјална бригада, заједно са совјетским падобранцима је извршила спуштање близу Коста, чиме је омогућено брзо ослобађање окружене 25. авганистанске дивизије. У спектакуларном нападу, 345. падобранска регимента је освојила и уништила главну муџахединску базу у Саранију, која је укључивала планину 3234.
Током новогодишње ноћи је кренуо конвој из Гардеза ка Косту, који је превозио 24.000 тона хране, горива, муниције и других залиха.